# Power TV
Power TV byla česká televizní stanice vysílající hudební klipy.

## Vysílání
Vysílání stanice zahájila 1. srpna 2018. Power TV vysílala na satelitu Astra 3B, do 30. června 2019 vysílala také v Regionální síti 8. Provozovatelem programu byl Michał Winnicki Entertainment, který v Česku distribuoval i stanice Adventure TV a Top Kids. Stanice vysílala 24 hodin denně a byla dostupná i ve Full HD kvalitě (UPC).